# Jatropha tehuantepecana
Jatropha tehuantepecana là một loài thực vật có hoa trong họ Đại kích. Loài này được J.Jiménez Ram. & A.Campos Vilb. mô tả khoa học đầu tiên năm 1994.